# Singulariteta
Singulariteta (latinsko singularis - enkraten) v vremenoslovju pomeni, da nek naravni dogodek nastopi ravno na nek dan ali v nekem obdobju. 
Vremenske simgularitete so bile ugotovljene z dolgoletnimi fenološkimi opazovanji človeških generacij in se širile iz roda v rod.
Nekatere singularitete so: Matija led razbija, če ga ni, ga pa nar'di (24. svečan); Ledeni možje (Pankracij, Servacij, Bonifacij) ohladijo vreme, na Zofko pa dežuje (12. - 15. veliki traven). 